# 新溫莎 (馬里蘭州)
新溫莎（英語：New Windsor）是一個位於美國馬里蘭州卡洛爾縣的市鎮。

## 人口
根據2020年美國人口普查的數據，新溫莎的面積為1.94平方千米，當中陸地面積為1.91平方千米，而水域面積為0.02平方千米。當地共有人口1441人，而人口密度為每平方千米743人。